# Epigaea gaultherioides
Epigaea gaultherioides là một loài thực vật có hoa trong họ Thạch nam. Loài này được (Boiss. & Balansa) Takht. mô tả khoa học đầu tiên năm 1941.

## Hình ảnh

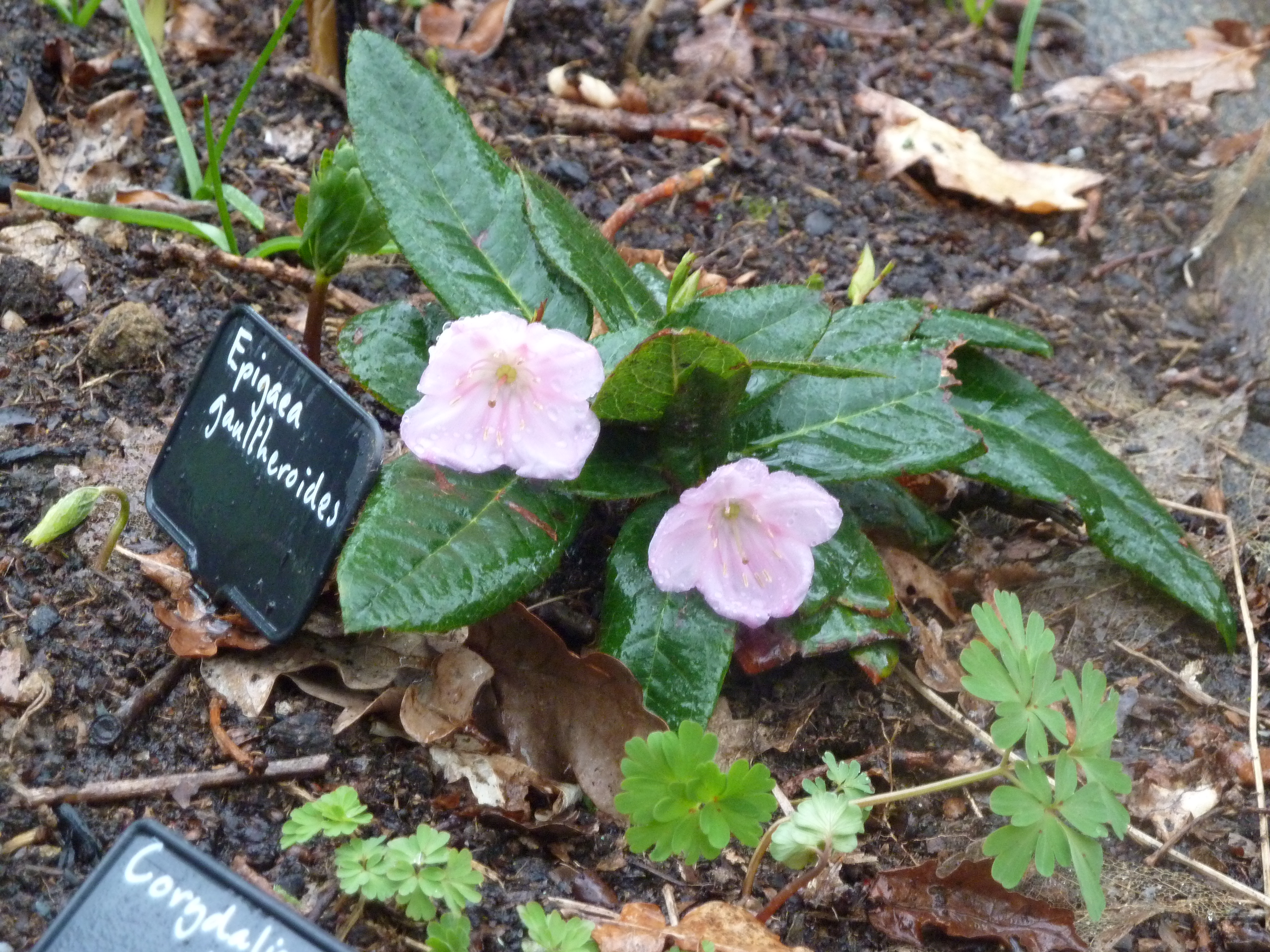
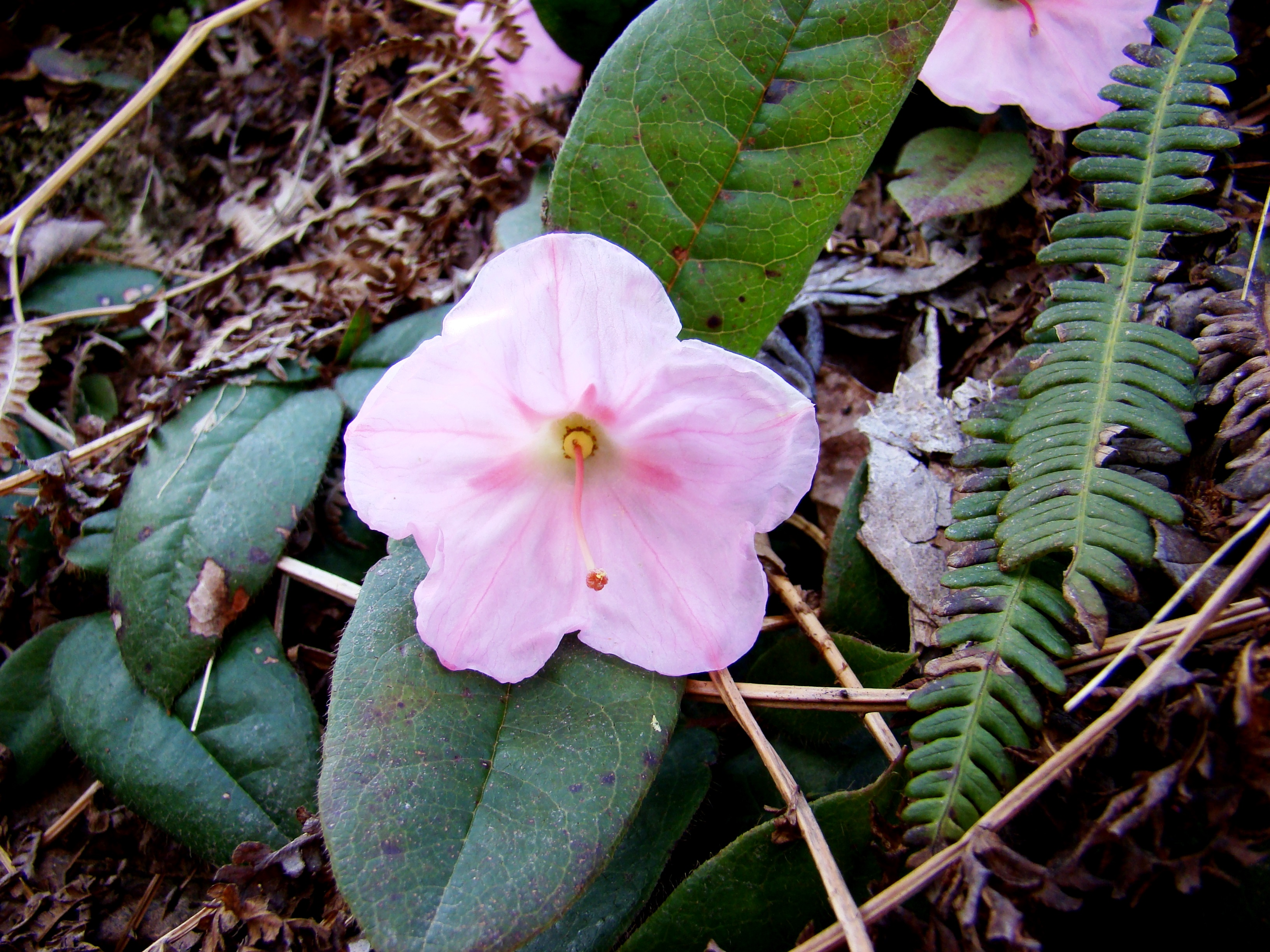